# Нижній перон
Нижній перон або Трансгресія нижнього перону — період теплого клімату в епоху голоцена. Нижній перон почався 5000–4900 р. до н. е., і тривав приблизно до 4100 р. до н. е.. Під час цього періоду клімат був надзвичайно м'яким, що сприяло розповсюдженню видів Pinus aristata, Pinus longaeva, Pinus balfouriana.
Нижній перон був періодом морської трансгресії — підвищення рівня світового океану. Через високі температури льодовики і льодовикові щити зазнали деградації. Протягом усього періоду, рівень світового океану був на 2,5–4 м був вище рівня океану на початок 21 сторіччя. Океанічне узбережжя має по всьому світу "Тераси нижнього перону". Період отримав свою назву від мису Перон в Західній Австралії, де досліджували терасу цього періоду.
Трансгресія нижнього перону була однією з серії поступово зменшувавшихся морських трансгресій середини голоцену. За ним відбулися трансгресії (роки і рівень океану вище за рівень на початок 21 сторіччя): верхнього перону (бл. 4000–3400 до н. е. —3 м), Абролхос (бл. 2600–2100 до н. е. — 1,5 м), і Роттнест (близько 1600–1000 до н. е. — 1 метр).

## Дивись також
- Посуха 2200 року до Р. Х.
- Посуха 3900 року до Р. Х.
- Глобальне похолодання 6200 року до Р. Х.
- Неолітичний субплювіал
- Піорська осциляція